# Cardamine marholdii
Cardamine marholdii là một loài thực vật có hoa trong họ Cải. Loài này được Tzvelev mô tả khoa học đầu tiên năm 2003.